# Sportklättring vid olympiska sommarspelen 2024
Sportklättring vid olympiska sommarspelen 2024 arrangerades mellan 5 och 10 augusti 2024 i Site d'escalade du Bourget i Saint-Denis i Frankrike. Det var andra gången som olympiska tävlingar i sportklättring genomfördes.
På programmet fanns två tävlingar för damer och två tävlingar för herrar i disciplinerna kombination och speed. 

## Medaljörer
| Sportklättring                    | Guld                        | Silver              | Brons                    |  |  |  |
| Damernas kombination Detaljer...  | Janja Garnbret Slovenien    | Brooke Raboutou USA | Jessica Pilz Österrike   |  |  |  |
| Damernas speed Detaljer...        | Aleksandra Mirosław Polen   | Deng Lijuan Kina    | Aleksandra Kałucka Polen |  |  |  |
|                                   |                             |                     |                          |  |  |  |
| Herrarnas kombination Detaljer... | Toby Roberts Storbritannien | Sorato Anraku Japan | Jakob Schubert Österrike |  |  |  |
| Herrarnas speed Detaljer...       | Veddriq Leonardo Indonesien | Wu Peng Kina        | Sam Watson USA           |  |  |  |

Denna tabell: visa • redigera

## Medaljtabell
*   Värdland ( Frankrike)
| Nr                  | Nation              | Guld | Silver | Brons | Totalt |
| ------------------- | ------------------- | ---- | ------ | ----- | ------ |
| 1                   | Polen               | 1    | 0      | 1     | 2      |
| 2                   | Indonesien          | 1    | 0      | 0     | 1      |
| 2                   | Storbritannien      | 1    | 0      | 0     | 1      |
| 2                   | Slovenien           | 1    | 0      | 0     | 1      |
| 5                   | Kina                | 0    | 2      | 0     | 2      |
| 6                   | USA                 | 0    | 1      | 1     | 2      |
| 7                   | Japan               | 0    | 1      | 0     | 1      |
| 8                   | Österrike           | 0    | 0      | 2     | 2      |
| Totalt (8 nationer) | Totalt (8 nationer) | 4    | 4      | 4     | 12     |